# Ceutholopha isidis
Ceutholopha isidis is een vlinder uit de familie snuitmotten (Pyralidae). De wetenschappelijke naam is voor het eerst geldig gepubliceerd in 1867 door Zeller.
De soort komt voor in Europa.